# Ruta Nacional 36 (Argentina)
La Ruta Nacional 36 es una autovía argentina de dos carriles por mano, puentes y conexiones a varias ciudades, que se encuentra en el centro-oeste de la provincia de Córdoba. Desde que nace en el empalme de la ruta nacional 8 a pocos km de Río Cuarto y el centro de la ciudad de Córdoba, recorre 217 km, numerados del km 596 al 813.
En el interior de la Ciudad de Córdoba, luego de cruzar la avenida de circunvalación o Ruta Nacional A019 la traza de esta ruta incluye varias avenidas: Vélez Sársfield, Olmos y Leopoldo Lugones.

## Ciudades
Las ciudades de más de 5.000 habitantes por las que pasa esta ruta de sur a norte son:

### Provincia de Córdoba
Recorrido: 217 km (km 596 a 813).
- Departamento Río Cuarto: Río Cuarto y Las Higueras (km 602), Alcira-Gigena (km 645) y Berrotarán (km 679 y 680).
- Departamento Tercero Arriba: Almafuerte (km 716).
- Departamento Calamuchita: la ruta pasa a 12 km del centro de la Ciudad de Embalse Sede de la Comunidad Regional De Calamuchita zona sur, y por la cabecera del departamento: San Agustín (km 745).
- Departamento Santa María: Despeñaderos (km 767).
- Departamento Capital: Córdoba (km 813).

## Traza antigua

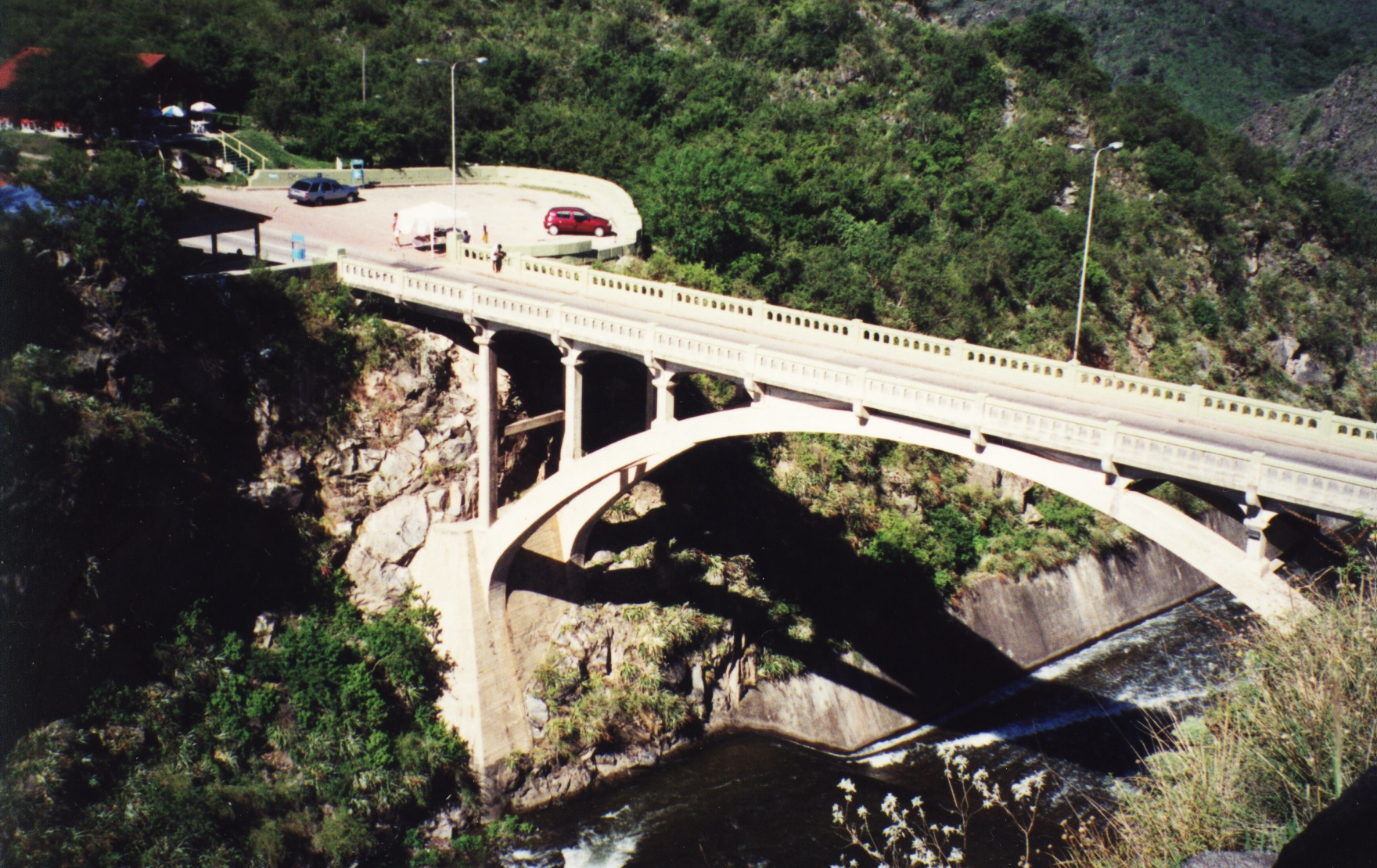
Puente sobre el Río Tercero en la antigua traza de la Ruta 36.

Antes de 1976, esta ruta comunicaba Córdoba con Río Cuarto pasando por Alta Gracia, Villa General Belgrano, Santa Rosa de Calamuchita y Embalse, empalmando con la antigua Ruta Provincial 5 a 8 km al norte de Berrotarán, Por convenio del 19 de octubre de 1976 la Nación y la provincia de Córdoba intercambiaron la Ruta Nacional 36 y la Ruta Provincial 5 al norte de dicho empalme, con lo que la actual Ruta Nacional 36 discurre más al este.

## Gestión
En 1990 se concesionaron con cobro de peaje las rutas más transitadas del país, dividiéndose estas en Corredores Viales. En 1997 se agregó la Red de Accesos a Córdoba.
De esta manera el tramo al sur de la Ruta Provincial C45 (km 783) fue parte del Corredor Vial 20 siendo la empresa ganadora de la licitación Red Vial Centro instalando cabinas de peaje en Arroyo Tegua (km 650) y en Piedras Moras (km 722).
En el 2003 se renegociaron las concesiones y este tramo de la ruta pasó al Corredor Vial 4, siendo la empresa concesionaria Caminos de América.
La Nación anunció el derivador sobre el dique Piedras Moras en 2005. Se licitó años después en 2014, se licitaron los últimos tramos y quedaron definidos los desvíos para evitar el paso por las localidades intermedias en los 200 kilómetros entre las dos mayores ciudades cordobesas, siendo terminados en 2015.
El tramo al norte de la mencionada ruta provincial hasta la Avenida de Circunvalación pertenece a la Red de Accesos a Córdoba, siendo la empresa concesionaria Caminos de las Sierras desde 1997.

## Autovía 36
En 2012 se comenzó el proyecto del gobierno de la provincia de Córdoba de convertir la ruta en la autovía que actualmente une Córdoba con Río Cuarto, proyecto que fuera ideado en 2007. Su construcción demoró 5 años, y en octubre de 2017, quedó inaugurada y habilitada completamente para la circulación vehicular. La nueva traza evita el paso por el área central de las localidades de: Despeñaderos, San Agustín, Las Bajadas, Almafuerte, Los Cóndores, Berrotarán, Elena, Alcira-Gigena, Coronel Baigorria y Espinillo.
La traza redujo la distancia entre Córdoba y Río Cuarto a menos de 200 km, y una importante reducción del tiempo de viaje entre ambas ciudades.

## Recorrido
A continuación, se muestra un mapa esquemático que resume las intersecciones de la traza actual de esta ruta.
| STRq | ABZq+lr | STRq |

| exSTRq | TEEeq |  |

|  | STR | HOUSE |

| exlDAMPF |  | SKRZ-GBUE |  |  |

| STRq | MWNODE | exSTRq |

|  | MWNODEr | STRq |

|  | RM |

|  | MWNODEr | exSTRq |

| WASSERq | RMoW2 | WASSERq |

| exSTRq | MWNODE | exSTRq |

|  | MWNODEr | exSTRq |

| STRq | MWNODE | STRq |

| WASSERq | RMoW2 | WASSERq |

|  | MWNODEr | exSTRq |

| WASSERq | RMoW2 | WASSERq |

|  | GRENZE |

|  | RM |

|  | MWNODEr | exSTRq |

|  | RGuq + RM |

| exSTRq | MWNODE | exSTRq |

| exSTRq | MWNODEl |  |

|  | RM |

| exSTRq | MWNODE | STRq |

| exSTRq | MWNODEl |  |

|  | MWNODEr | STRq |

| WASSERq | RMoW2 | WASSERq |

| exSTRq | MWNODEl |  |

| exSTRq | MWNODEl |  |

|  | RM |

| STRq | RMIcu | STRq |

| WASSERq | RMoW2 | WASSERq |

| WASSERq | RMoW2 | WASSERq |

| exSTRq | MWNODEl |  |

|  | GRENZE |

|  | MWNODEr | exSTRq |

|  | MWNODEr | exSTRq |

| exSTRq | MWNODE | exSTRq |

|  | MWNODEr | exSTRq |

|  | MWNODEr | exSTRq |

|  | RM |

|  | MWNODEr | STRq |

| exSTRq | MWNODEl |  |

| exSTRq | RMIdu |  |

| WASSERq | RMoW2 | WASSERq |

|  | RM |

| STRq | RMIdo | STRq |

|  | RM |

|  | GRENZE |

| WASSERq | WBRÜCKE1 | WASSERq |

| RMq | RMIco | RMq |

|  | CONTf |